# A Decree of Destiny
A Decree of Destiny er en amerikansk stumfilm fra 1911 af D. W. Griffith.

## Medvirkende
- Joseph Graybill som Kenneth Marsden
- Mary Pickford som Mary
- Marion Sunshine som Edith
- Clara T. Bracy
- George Nichols